# Ricardo Montero
Ricardo Montero Hernández nacido el 9 de julio de 1902 en Gemuño (provincia de Ávila, España) y fallecido en 1974, fue un ciclista profesional español entre los años 1924 y 1940, durante los cuales logró más de 100 victorias, siendo las victorias conseguidas en el País Vasco Francés innumerables.
Nacido en la provincia de Ávila, sin embargo se crio en la localidad vasca de Ordizia (Guipúzcoa). Su hermano Luciano Montero Hernández, y su hijo Luciano Montero Rechou, también fueron ciclistas.

## Palmarés
| 1925 - Campeonato de España en Ruta - Vuelta a Andalucía, más 1 etapa 1926 - 3.º en el Campeonato de España en Ruta - Vuelta a Asturias, más 3 etapas - GP Vizcaya 1927 - 3 etapas de la Vuelta a Asturias - Récord de España 100 km - 2 h 53 min 49 s - GP Vizcaya - Clásica de Ordizia 1928 - 1 etapa de la Vuelta al País Vasco - Vuelta a Asturias, más 2 etapas - Gran Prueba Eibarresa | 1929 - Prueba de Legazpi 1930 - 1 etapa de la Volta a Cataluña - 1 etapa de la Vuelta al País Vasco - Prueba de Legazpi - Clásica de Ordizia 1931 - Subida a Urkiola - Gran Prueba Eibarresa - GP Vizcaya - I Escalada a El Escudo (Cantabria) - Clásica de Ordizia 1932 - Vuelta a los Puertos - Gran Prueba Eibarresa - Vuelta a Levante, más 2 etapas - Prueba de Legazpi - Clásica de Ordizia 1933 - GP República 1935 - Clásica de Ordizia |

## Resultados en Grandes Vueltas y Campeonato del Mundo
Durante su carrera deportiva ha conseguido los siguientes puestos en las Grandes Vueltas y en los Campeonatos del Mundo en carretera:
| Carrera         | 1924 | 1925 | 1926 | 1927 | 1928 | 1929 | 1930 | 1931 | 1932 | 1933 | 1934 | 1935 | 1936 | 1937 | 1938 | 1939 | 1940 |
| --------------- | ---- | ---- | ---- | ---- | ---- | ---- | ---- | ---- | ---- | ---- | ---- | ---- | ---- | ---- | ---- | ---- | ---- |
| Giro de Italia  | -    | -    | -    | -    | -    | -    | -    | Ab.  | -    | -    | -    | -    | -    | -    | -    | -    | -    |
| Tour de Francia | -    | -    | -    | -    | -    | -    | -    | -    | -    | -    | -    | -    | -    | -    | -    | -    | X    |
| Vuelta a España | X    | X    | X    | X    | X    | X    | X    | X    | X    | X    | X    | Ab.  | -    | X    | X    | X    | X    |
| Mundial en Ruta | X    | X    | X    | -    | -    | -    | 6º   | -    | 4º   | -    | -    | -    | -    | -    | -    | X    | X    |

-: no participa

Ab.: abandono

X: ediciones no celebradas

## Equipos
- Real Unión de Irún (1924-1935)
- Independiente (1935-1940)